# De Studerendes Erhvervskontakt
De Studerendes Erhvervskontakt, DSE, er en selvstændig, upolitisk og økonomisk uafhængig studenterforening repræsenteret på Danmarks Tekniske Universitet (DTU) og Aalborg Universitet (AAU).

## Formål
Foreningens formål er at formidle kontakt mellem de studerende og erhvervslivet og skabe en dialog, der gør det muligt for begge parter at holde sig orienteret om udviklingen indenfor hinandens områder. Dette gøres gennem studierelevante virksomhedspræsentationer kaldet Fokusaftener, virksomheds- og jobsøgningshåndbogen Pejling samt to karrieremesser: DSE Messe Aalborg og DSE Messe Lyngby – Danmarks største job- og karrieremesse. For de studerende er DSE’s arrangementer en mulighed for at knytte kontakter i erhvervslivet. For virksomheder er der mulighed for profilering overfor studerende, og derigennem tiltrække interesserede til projekter, praktik og jobs.

## DSE’s Historie
DSE startede med at udvikle Pejling, for at give studerende bedre kendskab til livet efter studietiden. Derefter er der kommet flere arrangementer til, herunder messerne, der afholdes i både Kongens Lyngby og i Aalborg, og Fokusaftener, som ligeledes holdes begge steder. DSE har siden opstarten i 1989-1990 på Danmarks Tekniske Universitet og 1993 på Aalborg Universitet en stadig bedre kontakt med flere virksomheder og foreningen er i dag kendt i såvel uddannelsesmiljøet som erhvervslivet.

## Arrangementer

### DSE Messe
DSE afholder to jobmesser om året, henholdsvis DSE Messe Lyngby og DSE Messe Aalborg. DSE Messe Lyngby afholdes hvert forår, mens DSE Messe Aalborg afholdes hvert efterår. Begge messer varer to dage og har normalt sammenlagt ca. 10.000 besøgende.

### Pejling
Virksomhedshåndbogen Pejling indeholder beskrivelser af ingeniørrelevante virksomheder. Den henvender sig til ingeniør-, naturvidenskablige og sundhedsvidenskabelige studerende. Pejling indeholder en bred vifte af virksomhedprofiler og har som formål at assistere til kontakten mellem den ingeniørstuderende og ingeniøren på arbejdsmarkedet. For at opnå dette, ledes læseren igennem artikler om jobsøgningen med supplerende guides og artikler samt den nødvendige information om virksomheder. 

### Fokusaften
Fokusaftenerne er mindre arrangementer hvor fire virksomheder inden for et givent fagligt område kommer ud til universitetet for at møde de studerende – arrangementet er meget på de studerendes præmisser, hvilket er en stor force idet det sikrer at der kommer mange studerende. Fokusaften afholdes på DTU i efteråret, mens det på AAU afholdes i foråret. 

### Virksomhedspræsentation
Virksomhedspræsentation er en eftermiddag/aften, hvor studerende har mulighed for at besøge en virksomhed. Her er det muligt at høre om virksomheden, og hvordan det er at være nyuddannet ingeniør i den pågældende virksomhed. Virksomhedspræsentation bliver afholdt i marts måned.